# Haselünne
Haselünne là một thị xã bang Niedersachsen, Đức. Đô thị này nằm ở huyện Emsland. Đô thị này tọa lạc bên sông Hase, cự ly khoảng 15 km về phía đông của Meppen. Dân số cuối năm 2019 là 13.029 người.